# BRP Gabriela Silang (OPV-8301)
BRP Gabriela Silang (OPV-8301) je oceánská hlídková loď pobřežní stráže Filipín. Jedná se o plavidlo typové řady OPV 270 francouzské loděnice OCEA. Mezi jeho hlavní úkoly patří hlídkování ve výlučné ekonomické zóně, potírání pašeráctví, pirátství, monitorování životního prostředí nebo mise SAR. Dle vyjádření výrobce se jedná o největší oceánskou hlídkovou loď postavenou ze slitin hliníku. Navíc je to největší plavidlo postavené loděnicí OCEA a první oceánská hlídková loď filipínské pobřežní stráže.

## Stavba
Vývoj a stavba oceánské hlídkové lodě byla Filipínami objednána 8. ledna 2018 u francouzské loděnice OCEA v Les Sables-d'Olonne. Součástí kontraktu bylo rovněž dodání čtyř hlídkových člunů třídy FPB 72 MKII (ve službě od roku 2018). Na vodu bylo plavidlo spuštěno 17. července 2019. V říjnu 2019 dokončilo první sérii zkoušek.
Filipínská pobřežní stráž jej převzala 18. prosince 2019 během ceremoniálu v Saint-Nazaire. Ceremoniálu vztyčení filipínské vlajky se zúčastnila velvyslankyně Theresa Lazaro.

## Konstrukce

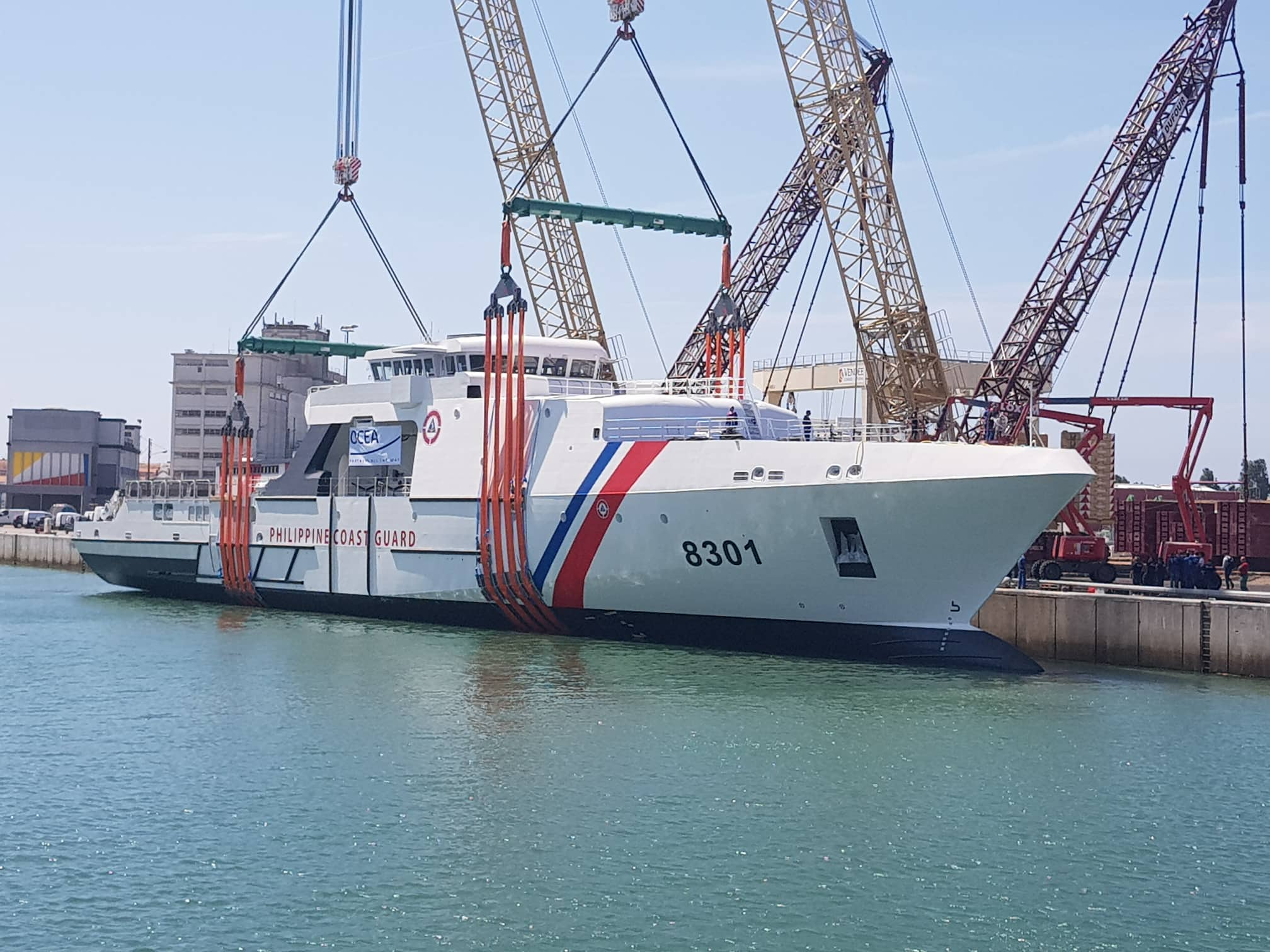
BRP Gabriela Silang (OPV-8301) se pouštěla do vody

Plavidlo je postaveno ze slitin hliníku. Posádku tvoří 44 osob, ale palubní ubikace jsou dimenzovány pro dalších 26 členů posádky (potápěčů, příslušníků speciálních sil apod.) a až 35 zachráněných civilistů. Je vybaveno bojovým řídícím systémem Nexeya LYNCEA, navigačními radary Kelvin Hughes a dvěma 9,2metrovými čluny RHIB značky Sillinger. Na zádi se nachází přistávací plocha pro provoz až pětitunového vrtulníku H145. Pohonný systém je diesel-elektrický. Tvoří jej dva diesely MTU 16V 4000 M73. Nejvyšší rychlost dosahuje 22 uzlů. Dosah je 8000 námořních mil při rychlosti 12 uzlů. Autonomie provozu dosahuje 45 dnů.